# Richmond Fontaine
Richmond Fontaine ist eine US-amerikanische Alternative-Rock- und Country-Band aus Portland, Oregon.

## Bandgeschichte
Der Kopf der Band, Gitarrist und Sänger Willy Vlautin, gründete mit 16 Jahren in seiner Heimat Nevada seine erste Band, doch die Auftrittsmöglichkeiten in dem dünn besiedelten Staat waren ihm zu wenig, so dass er in den Nachbarstaat Oregon ging. In Portland traf er 1994 den Bassisten Dave Harding und den Schlagzeuger Stuart Gaston und sie gründeten Richmond Fontaine. Nachdem sie zwei Jahre lang aufgetreten waren, veröffentlichten sie ihr erstes Album bei einem lokalen Label. Noch im selben Jahr wechselten sie das Label und starteten mehrere Touren durch verschiedene Staaten. Es folgten weitere Alben und Änderungen in der Besetzung. Paul Brainard kam mit der Pedal-Steel-Gitarre hinzu, als zusätzlicher Gitarrist schloss sich Dan Eccles an und Sean Oldham kam als Schlagzeuger für Gaston.

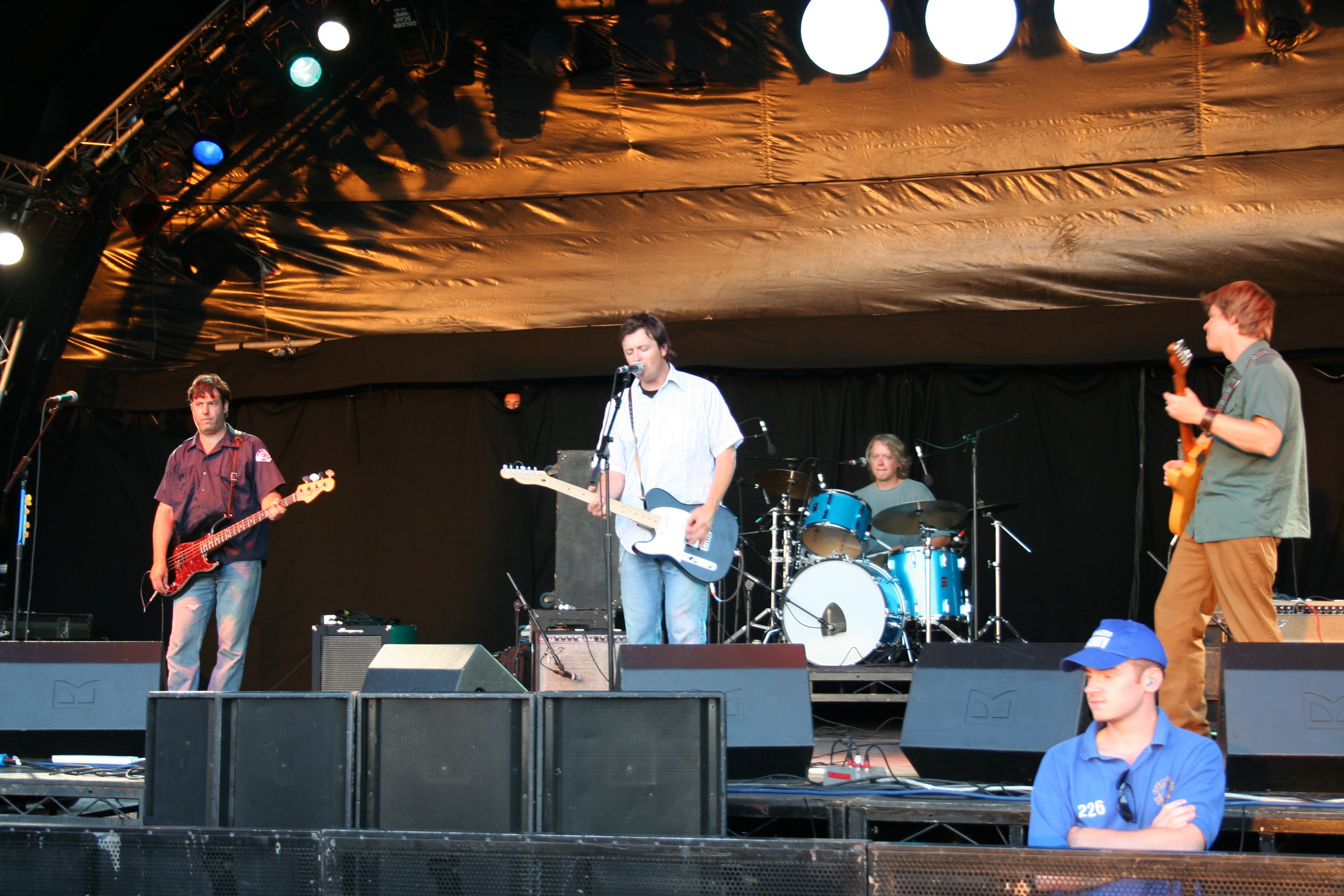
Richmond Fontaine (2005)

Über die Jahre veröffentlichte die Band regelmäßig Alben und machte sich einen Namen ohne den großen Erfolg zu haben. Bekannt wurde die Band für ihre Liedtexte, die aus der Feder von Willy Vlautin stammen. Ab 2006 veröffentlichte er auch mehrere Romane. Richmond Fontaine sind auch über Nordamerika hinaus bekannt und 2009 gelang ihnen mit dem Album We Used to Think the Freeway Sounded Like a River in Großbritannien, was ihnen in ihrer Heimat bislang verwehrt blieb: eine Platzierung in den Charts.

## Bandmitglieder
- Willy Vlautin (* 1967 in Reno), Sänger
- Dave Harding, Bassist
- Sean Oldham, Schlagzeuger
- Dan Eccles, Gitarrist
- Paul Brainard, Pedal-Steel-Gitarre

## Diskografie
Alben
- Safety (1996)
- Miles From (1997)
- Lost Son (1999)
- Winnemucca (2002)
- Post to Wire (2003)
- The Fitzgerald (2005)
- Obliteration by Time (2005)
- Thirteen Cities (2007)
- $87 and a Guilty Conscience that Gets Worse the Longer I Go (2007)
- We Used to Think the Freeway Sounded Like a River (2009)
- The High Country (2011)
- You Can't Go Back If There's Nothing to Go Back To (2016)